# 赤十字血液センター
赤十字血液センター（せきじゅうじけつえきセンター）は、日本において輸血用血液の採血、製造、供給を行っている日本赤十字社の施設である。

## 事業

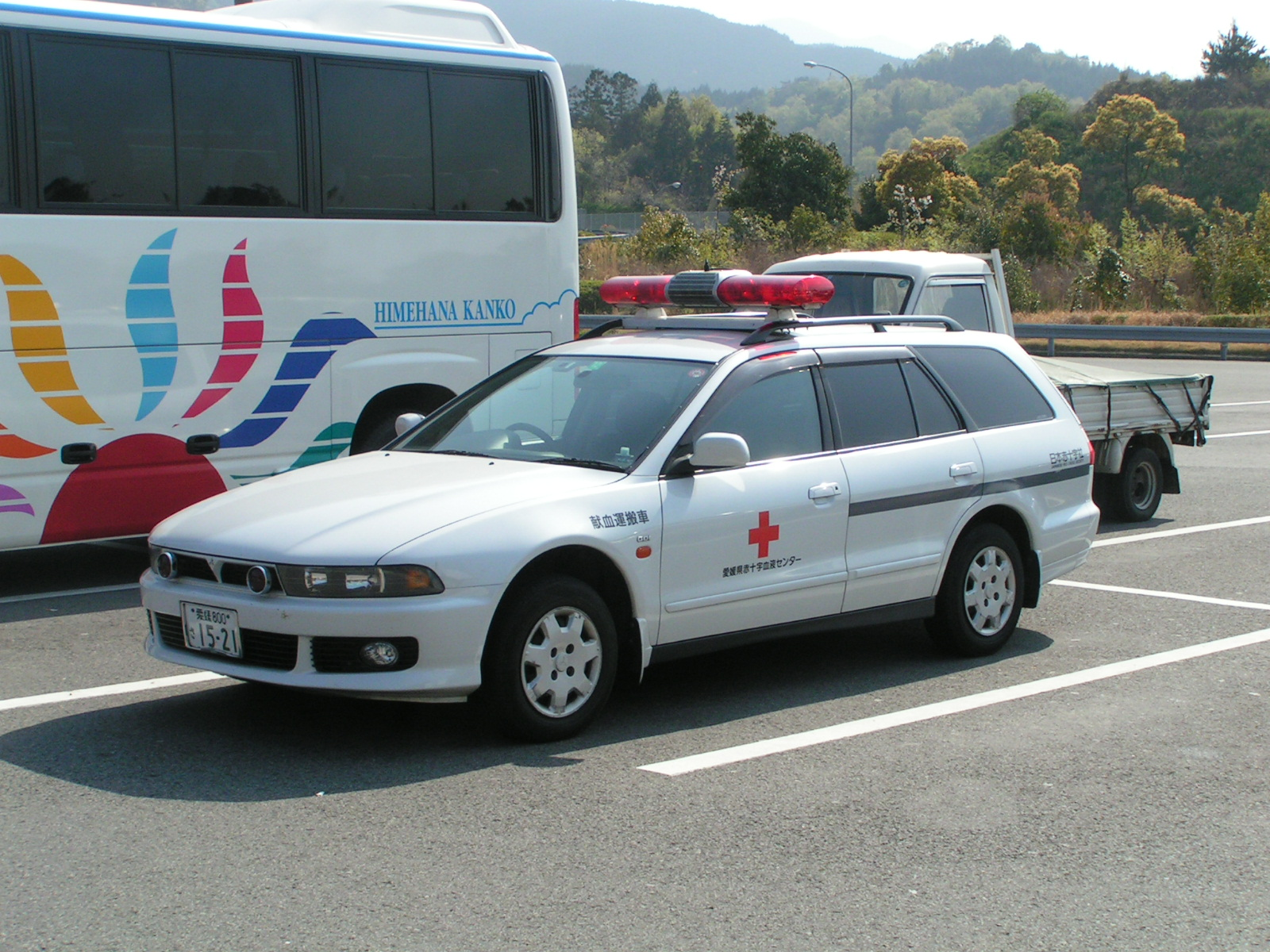
愛媛県赤十字血液センター三菱・レグナム血液運搬車　緊急自動車指定

安全で有効な輸血用血液を医療機関が必要とするだけ供給すること。この事業は、2003年7月30日施行の安全な血液製剤の安定供給の確保等に関する法律改正法が根拠となる法律であるが、その他にも薬事法、医師法の制約も受ける。
血液製剤の安全性対策費用が逓増する一方で、特に血漿製剤を中心に製造した血液製剤の使用量が減少したことから、慢性的赤字に悩まされている。

## 部局
採血、検査、製剤、供給の4部門に分かれる。GMP上では採血業、製造業、販売業に分かれる。
採血
16 - 69歳の健康な献血者から全血または成分を採血する。医師による検診の後、看護師が採血する。献血は代償を求めない行為であるが、肝機能、コレステロール、血算などの検査結果が通知される。また、HIV以外の感染症検査結果も希望者には通知される。
検査
輸血による感染症の伝播などを防止するため、ABO式血液型、RhD式血液型のほか、HBV、HCV、HIV、HTLV-1、梅毒トレポネーマ、HPVB19について血清学的スクリーニングを行う。そのほか、HBV, HCV, HIV-1については別途核酸増幅検査（NAT) を20プールでおこなっている。
製剤
遠心分離などで成分に分け、血小板製剤においては血小板数を測定する。輸血後にはGVHD予防のため、血漿製剤を除きほとんどの製剤に放射線照射を行う。赤血球は2 - 6度保存で21日間、血小板は20 - 24度保存で4日間、血漿は零下20度以下保存で1年間の有効期限である。血漿製剤は6か月間のクアランチン（Quarantine。ウィンドウピリオド対策の検疫隔離）があってから供給される。
供給
医療機関からの供給依頼に応じ、24時間態勢・年中無休で対応・供給している。ただし、全血製剤・HLA適合血小板製剤は依頼後の生産となる。また血小板製剤は採血量に限りがあり、かつ製剤の有効期間が採血後4日間と期限が短く、納品日の前日までに予約発注が必要となる。予約時間を過ぎた予約外の発注だと希望単位数や希望納品時間通りにならない事もある。納品緊急を要する場合には、緊急自動車（赤色警光灯とサイレンを装備した専用の輸送車がある）で配送する。

## 統廃合計画
読売新聞は2007年7月3日付で、「日赤が輸血用血液製剤を製造する拠点を20に統合する計画を進めている」と報じた。
すでに一部の赤十字血液センターにおいては、製剤業務の統廃合が実際に行われた。
- 2001年4月 佐賀県赤十字血液センターの製剤業務を福岡県赤十字血液センターに集約。
- 2005年10月 愛知県豊橋赤十字血液センター（現：愛知県赤十字血液センター豊橋事業所）の製剤業務を愛知県赤十字血液センターに集約。福岡県北九州赤十字血液センター（現：福岡県赤十字血液センター北九州事業所）の製剤業務を福岡県赤十字血液センターに集約。
- 2006年3月 北海道函館赤十字血液センター（現：北海道赤十字血液センター函館事業所）の製剤業務を北海道赤十字血液センターに集約。
- 2006年12月 和歌山県赤十字血液センターの製剤業務を大阪府赤十字血液センターに集約。
- 2008年1月 日本赤十字社九州血液センター（現：日本赤十字社九州ブロック血液センター）を開設。九州ブロック（沖縄県を除く）の各赤十字血液センターの製剤業務を日本赤十字社九州血液センター（現：日本赤十字社九州ブロック血液センター）に集約。
  - これに伴い、福岡県北九州・佐賀県の各赤十字血液センターの製剤業務を福岡県赤十字血液センターから日本赤十字社九州血液センター（現：日本赤十字社九州ブロック血液センター）に移管。
- 2008年3月28日 島根県赤十字血液センターの製剤業務を広島県赤十字血液センターに集約。
- 2008年4月1日 山形県赤十字血液センターの製剤業務を宮城県赤十字血液センターに集約。
- 2008年5月26日 鳥取県赤十字血液センターの製剤業務を岡山県赤十字血液センターに集約。
- 2008年9月1日 長野県赤十字血液センター・長野県松本赤十字血液センター（現：長野県赤十字血液センター松本供給出張所）の各赤十字血液センターの製剤業務を埼玉県赤十字血液センターに集約。

## 所在地
全国に7つのブロック血液センターと、各都道府県に1つずつ計47か所の血液センターが設置されている。

### ブロック血液センター
| 名称                                       | 所在都市       | 位置                                   | 献血受入量   |
| ------------------------------------------ | -------------- | -------------------------------------- | ------------ |
| 日本赤十字社北海道ブロック血液センター     | 北海道札幌市   | 北緯43度4分13秒 東経141度18分4.3秒     | 28万人分/年  |
| 日本赤十字社東北ブロック血液センター       | 宮城県仙台市   | 北緯38度21分13.5秒 東経140度50分38.4秒 | 39万人分/年  |
| 日本赤十字社関東甲信越ブロック血液センター | 東京都江東区   | 北緯35度38分50.3秒 東経139度48分47.8秒 | 190万人分/年 |
| 日本赤十字社東海北陸ブロック血液センター   | 愛知県瀬戸市   | 北緯35度11分28.1秒 東経137度5分21秒    | 72万人分/年  |
| 日本赤十字社近畿ブロック血液センター       | 大阪府茨木市   | 北緯34度51分28.2秒 東経135度31分35.5秒 | 88万人分/年  |
| 日本赤十字社中四国ブロック血液センター     | 広島県広島市   | 北緯34度22分44.4秒 東経132度27分11.4秒 | 50万人分/年  |
| 日本赤十字社九州ブロック血液センター       | 福岡県久留米市 | 北緯33度20分5.7秒 東経130度32分12.4秒  | 60万人分/年  |

### 血液センター
| ブロック   | 名称                       | 所在都市             | 位置                                   |
| ---------- | -------------------------- | -------------------- | -------------------------------------- |
| 北海道     | 北海道赤十字血液センター   | 北海道札幌市         | 北緯43度4分13秒 東経141度18分4.3秒     |
| 東北       | 青森県赤十字血液センター   | 青森県青森市         | 北緯40度49分25.7秒 東経140度46分22.9秒 |
| 東北       | 岩手県赤十字血液センター   | 岩手県盛岡市         | 北緯39度39分45.1秒 東経141度9分55.8秒  |
| 東北       | 宮城県赤十字血液センター   | 宮城県仙台市         | 北緯38度21分13.5秒 東経140度50分38.4秒 |
| 東北       | 秋田県赤十字血液センター   | 秋田県秋田市         | 北緯39度42分50.9秒 東経140度5分11.1秒  |
| 東北       | 山形県赤十字血液センター   | 山形県山形市         | 北緯38度14分15.2秒 東経140度21分42.5秒 |
| 東北       | 福島県赤十字血液センター   | 福島県福島市         | 北緯37度43分26秒 東経140度26分44.8秒   |
| 関東甲信越 | 茨城県赤十字血液センター   | 茨城県東茨城郡茨城町 | 北緯36度22分3.3秒 東経140度27分6.7秒   |
| 関東甲信越 | 栃木県赤十字血液センター   | 栃木県宇都宮市       | 北緯36度30分32秒 東経139度52分2.5秒    |
| 関東甲信越 | 群馬県赤十字血液センター   | 群馬県前橋市         | 北緯36度22分41秒 東経139度6分0.8秒     |
| 関東甲信越 | 埼玉県赤十字血液センター   | 埼玉県さいたま市     | 北緯35度57分16.9秒 東経139度39分29.3秒 |
| 関東甲信越 | 千葉県赤十字血液センター   | 千葉県船橋市         | 北緯35度45分34秒 東経140度4分14.5秒    |
| 関東甲信越 | 東京都赤十字血液センター   | 東京都新宿区         | 北緯35度38分50.3秒 東経139度48分47.8秒 |
| 関東甲信越 | 神奈川県赤十字血液センター | 神奈川県横浜市       | 北緯35度25分16.7秒 東経139度21分14.9秒 |
| 関東甲信越 | 山梨県赤十字血液センター   | 山梨県甲府市         | 北緯35度40分20.9秒 東経138度32分43.8秒 |
| 関東甲信越 | 新潟県赤十字血液センター   | 新潟県新潟市         | 北緯37度55分0.2秒 東経139度1分34秒     |
| 関東甲信越 | 長野県赤十字血液センター   | 長野県長野市         | 北緯36度38分55.5秒 東経138度11分2.8秒  |
| 東海北陸   | 富山県赤十字血液センター   | 富山県富山市         | 北緯36度42分59.6秒 東経137度15分18.6秒 |
| 東海北陸   | 石川県赤十字血液センター   | 石川県金沢市         | 北緯36度35分37.8秒 東経136度37分45.1秒 |
| 東海北陸   | 福井県赤十字血液センター   | 福井県福井市         | 北緯36度2分47.8秒 東経136度12分29.5秒  |
| 東海北陸   | 岐阜県赤十字血液センター   | 岐阜県岐阜市         | 北緯35度23分25.9秒 東経136度45分6秒    |
| 東海北陸   | 静岡県赤十字血液センター   | 静岡県静岡市         | 北緯35度0分5.5秒 東経138度23分10.5秒   |
| 東海北陸   | 愛知県赤十字血液センター   | 愛知県瀬戸市         | 北緯35度11分28.1秒 東経137度5分21秒    |
| 東海北陸   | 三重県赤十字血液センター   | 三重県津市           | 北緯34度43分55.9秒 東経136度31分5.6秒  |
| 近畿       | 滋賀県赤十字血液センター   | 滋賀県草津市         | 北緯34度58分42.7秒 東経135度57分8秒    |
| 近畿       | 京都府赤十字血液センター   | 京都府京都市         | 北緯34度59分18.7秒 東経135度46分21.5秒 |
| 近畿       | 大阪府赤十字血液センター   | 大阪府大阪市         | 北緯34度40分55.9秒 東経135度32分17.3秒 |
| 近畿       | 兵庫県赤十字血液センター   | 兵庫県神戸市         | 北緯34度41分49秒 東経135度12分45.1秒   |
| 近畿       | 奈良県赤十字血液センター   | 奈良県大和郡山市     | 北緯34度37分13.1秒 東経135度46分46.3秒 |
| 近畿       | 和歌山県赤十字血液センター | 和歌山県和歌山市     | 北緯34度15分22.3秒 東経135度9分15.8秒  |
| 中四国     | 鳥取県赤十字血液センター   | 鳥取県鳥取市         | 北緯35度31分23.5秒 東経134度12分55.1秒 |
| 中四国     | 島根県赤十字血液センター   | 島根県松江市         | 北緯35度28分42.5秒 東経133度3分35.3秒  |
| 中四国     | 岡山県赤十字血液センター   | 岡山県岡山市         | 北緯34度40分37.1秒 東経133度54分55秒   |
| 中四国     | 広島県赤十字血液センター   | 広島県広島市         | 北緯34度22分46.7秒 東経132度27分14.4秒 |
| 中四国     | 山口県赤十字血液センター   | 山口県山口市         | 北緯34度11分5.3秒 東経131度28分53.7秒  |
| 中四国     | 徳島県赤十字血液センター   | 徳島県徳島市         | 北緯34度4分25.1秒 東経134度30分39秒    |
| 中四国     | 香川県赤十字血液センター   | 香川県高松市         | 北緯34度21分9.4秒 東経134度1分8.3秒    |
| 中四国     | 愛媛県赤十字血液センター   | 愛媛県松山市         | 北緯33度49分38.7秒 東経132度43分34.8秒 |
| 中四国     | 高知県赤十字血液センター   | 高知県南国市         | 北緯33度32分25.3秒 東経133度33分22.7秒 |
| 九州       | 福岡県赤十字血液センター   | 福岡県筑紫野市       | 北緯33度29分14.3秒 東経130度31分13.3秒 |
| 九州       | 佐賀県赤十字血液センター   | 佐賀県佐賀市         | 北緯33度16分19.8秒 東経130度17分41.3秒 |
| 九州       | 長崎県赤十字血液センター   | 長崎県長崎市         | 北緯32度47分52.4秒 東経129度52分17.6秒 |
| 九州       | 熊本県赤十字血液センター   | 熊本県熊本市         | 北緯32度48分24.1秒 東経130度45分43.5秒 |
| 九州       | 大分県赤十字血液センター   | 大分県大分市         | 北緯33度12分45.4秒 東経131度34分51.1秒 |
| 九州       | 宮崎県赤十字血液センター   | 宮崎県宮崎市         | 北緯31度52分58.8秒 東経131度25分33.7秒 |
| 九州       | 鹿児島県赤十字血液センター | 鹿児島県鹿児島市     | 北緯31度33分42.5秒 東経130度33分22.7秒 |
| 九州       | 沖縄県赤十字血液センター   | 沖縄県那覇市         | 北緯26度12分22.8秒 東経127度41分34.7秒 |

### その他の血液センター
| 名称                         | 所在都市       | 位置                                   |
| ---------------------------- | -------------- | -------------------------------------- |
| 日本赤十字社血漿分画センター | 北海道千歳市   | 北緯42度47分40.8秒 東経141度36分58.7秒 |
| 日本赤十字社血液管理センター | 京都府福知山市 | 北緯35度17分10.4秒 東経135度9分15.1秒  |